# Nico Hidalgo
Nicolás Hidalgo García (Motril, 30 aprile 1992 – Granada, 1º marzo 2025) è stato un calciatore spagnolo, di ruolo centrocampista.

## Carriera
Cresciuto nel settore giovanile del Motril CF, venne promosso in prima squadra nella stagione 2010-2011 dove giocò in Tercera División; nel 2012 fu acquistato dal Granada che lo aggregò alla propria squadra B.
Il 19 agosto 2014 fu acquistato dalla Juventus che lo lasciò in prestito al club biancorosso per un'ulteriore stagione; il 3 dicembre debuttò in prima squadra in occasione dell'incontro di Coppa del Re vinto 1-0 contro il Córdoba.
Il 15 luglio 2016 venne ceduto in prestito al Cadice, in Segunda División, trasferimento diventato definitivo al termine della stagione.
Poco utilizzato nel corso della stagione 2017-2018, il 26 agosto seguente fu prestato al Racing Santander, scendendo quindi in terza divisione. Il 23 luglio 2019 dopo aver ottenuto la promozione in Segunda División fu acquistato a titolo definitivo.
L'11 agosto 2020 passò a titolo definitivo all'Extremadura UD.
Ritiratosi dal calcio giocato nel 2022 dopo aver scoperto di avere un tumore ai polmoni con metastasi alle ossa, morì il 1º marzo 2025 all'età di 32 anni.

## Statistiche

### Presenze e reti nei club
| Stagione              | Squadra               | Campionato            | Campionato | Campionato | Coppe nazionali | Coppe nazionali | Coppe nazionali | Coppe continentali | Coppe continentali | Coppe continentali | Altre coppe | Altre coppe | Altre coppe | Totale | Totale |
| Stagione              | Squadra               | Comp                  | Pres       | Reti       | Comp            | Pres            | Reti            | Comp               | Pres               | Reti               | Comp        | Pres        | Reti        | Pres   | Reti   |
| --------------------- | --------------------- | --------------------- | ---------- | ---------- | --------------- | --------------- | --------------- | ------------------ | ------------------ | ------------------ | ----------- | ----------- | ----------- | ------ | ------ |
| 2010-2011             | Motril CF             | TD                    | 12         | 0          | CR              | 0               | 0               |                    | -                  | -                  |             | -           | -           | 12     | 0      |
| 2011-2012             | Motril CF             | TD                    | 28         | 4          | CR              | 0               | 0               |                    | -                  | -                  |             | -           | -           | 28     | 4      |
| Totale Motril CF      | Totale Motril CF      | Totale Motril CF      | 40         | 4          |                 | 0               | 0               |                    | -                  | -                  |             | -           | -           | 40     | 4      |
| 2012-2013             | Granada B             | TD                    | 36         | 4          |                 | -               | -               |                    | -                  | -                  |             | -           | -           | 36     | 4      |
| 2013-2014             | Granada B             | SDB                   | 36         | 7          |                 | -               | -               |                    | -                  | -                  |             | -           | -           | 36     | 7      |
| 2014-2015             | Granada B             | SDB                   | 28         | 0          |                 | -               | -               |                    | -                  | -                  |             | -           | -           | 28     | 0      |
| 2015-2016             | Granada B             | SDB                   | 32         | 4          |                 | -               | -               |                    | -                  | -                  |             | -           | -           | 32     | 4      |
| Totale Granada B      | Totale Granada B      | Totale Granada B      | 132        | 15         |                 | -               | -               |                    | -                  | -                  |             | -           | -           |        | 15     |
| 2014-2015             | Granada               | PD                    | 0          | 0          | CR              | 1               | 0               |                    | -                  | -                  |             | -           | -           | 1      | 0      |
| 2016-2017             | Cadice                | SD                    | 24         | 1          | CR              | 2               | 0               |                    | -                  | -                  |             | -           | -           | 26     | 1      |
| 2017-2018             | Cadice                | SD                    | 11         | 0          | CR              | 5               | 0               |                    | -                  | -                  |             | -           | -           | 16     | 0      |
| Totale Cadice         | Totale Cadice         | Totale Cadice         | 35         | 1          |                 | 7               | 0               |                    | -                  | -                  |             | -           | -           | 42     | 1      |
| 2018-2019             | Racing Santander      | SDB                   | 38         | 2          | CR              | 5               | 0               |                    | -                  | -                  |             | -           | -           | 43     | 2      |
| 2019-2020             | Racing Santander      | SD                    | 29         | 0          | CR              | 1               | 0               |                    | -                  | -                  |             | -           | -           | 30     | 0      |
| Totale Real Saragozza | Totale Real Saragozza | Totale Real Saragozza | 67         | 2          |                 | 6               | 0               |                    | -                  | -                  |             | -           | -           | 73     | 2      |
| 2020-2021             | Extremadura UD        | SDB                   | 22         | 1          | CR              | 1               | 0               |                    | -                  | -                  |             | -           | -           | 23     | 1      |
| Totale carriera       | Totale carriera       | Totale carriera       | 290        | 23         |                 | 15              | 0               |                    | -                  | -                  |             | -           | -           | 305    | 23     |